# 랑엔탈
랑엔탈(독일어: Langenthal)은 스위스 베른주의 오버아르가우구에 있는 도시이자 지자체이다. 2010년 1월 1일 운터슈테크홀츠의 지자체는 랑엔탈에 합병되었다. 2021년 1월 1일 오버슈테크홀츠의 이전 지자체가 랑엔탈로 합병되었다.
랑엔탈은 오버아르가우 지역의 교육, 문화, 경제 중심지이다.

## 역사
고고학적 증거는 초기 정착지가 랑엔탈 지역에 기원전 4000년경에 정착민이 존재했음을 시사한다. 12개의 무덤이 있는 할슈타트 묘지가 운터하르트에서 발견되었다. 2개의 로마 빌라의 잔해도 확인되었다.
랑엔탈은 랑게테 (Murg 지류)를 따라 흩어져 있는 농경지를 가리키는 Langatun의 Marcha로 861년에 처음 언급되었다. 고대 고독일어 이름인 Langatun은 아마도 langa- 라는 수식어와 갈리아족의 요소 dunum "요새"(이는 지명의 접미사로 생산적이게 됨)로 구성되었을 것이다. -tal "계곡" 요소를 포함하는 이름의 재해석은 15세기경으로 거슬러 올라간다. 이 시기에 이름은 랑가텐(Langaten) 또는 랑겐탈(Langental)로 기록되어 있었다. (동일한 과정으로 무르겐탈 Murgenthal, 이전 무르가툰 Murgatun)
12세기에 랑엔탈(현재 랑가톤으로 알려짐)은 랑겐슈타인 영주의 영토에 속했다. 1194년 남작은 성 우르바누스 수도원을 설립하고 수도원에 랑엔탈 토지를 하사했다. 이전에 툰슈테텐 교구의 일부였던 랑엔탈은 1197년에 자체 교구 교회를 부여받았다. 1212년 랑겐슈타인 가문이 멸족된 후 수도원은 이 지역의 추가 토지를 상속받았다. 수도원의 설립은 농업의 발전, 특히 관개 시스템의 도입을 가져왔다. 그러나 수도원은 종종 키부르크 가문 휘하의 루터나우 미니스테리알레(봉건 군주를 섬기는 기사) 가문과 충돌했다. 루터나우 가문은 1273-76년까지 그들이 랑엔탈에 대한 지분을 수도원에 매각해야 할 때까지 수도원의 성장하는 권력과 싸웠다. 불과 몇 년 후인 1279년에 수도원은 랑엔탈에 있는 하급 법원과 요새 가옥을 그뤼넨베르크의 남작에게 양도하여 영지로 유지하도록 강요받았다. 14세기 말에 수도원은 권력을 되찾았고, 마을을 완전히 통제할 수 있었다.
1313년부터 키부르크 가문은 마을에 대한 사법권을 소유했다. 그 가문이 1406년에 멸족되자, 베른은 고등 법원을 맡을 권리를 상속받았다. 다음 몇 년 동안 베른의 권력은 랑엔탈에서 확장되었다. 1415년에 랑엔탈은 베른공화국 영토에 편입되었지만, 여전히 수도원의 지주와 하급 법원에 속해 있었다. 다음 세기에 걸쳐 베른 법원은 천천히 수도원의 많은 권한을 제거했다. 1528년의 개신교 종교개혁은 수도원의 권한을 약간 약화시켰지만, 1808년 베른이 그러한 권리를 사들일 때까지 계속해서 십일조를 모으고 마을 사제를 임명했다.
16세기 동안 많은 장인과 소규모 사업체가 성장하는 도시로 이사했다. 1571년 베른은 도시에 2년에 한 번씩 시장을 열 수 있는 권한을 부여했다. 그러나 판매용 상품의 공급은 2개의 연간 시장의 용량을 빠르게 초과했다. 1613년에 그들은 카우프하우스(Kaufhaus) 또는 시장 건물을 짓고 매주 시장을 열기 시작했다. 카우프 하우스는 1808년에 재건되었으며, 1894년부터 1992년까지 시청으로 사용되었다. 1616년까지 랑엔탈은 도시의 호황을 누리는 시장과 무역을 관장하는 일련의 법률과 규정을 마련했다. 1640년 랑엔탈과 랑나우는 아마포 생산의 중심지가 되었고. 프랑스, 이탈리아, 스페인, 포르투갈로 수출했다. 1704년에 랑엔탈은 오버아르가우 직물 상인 길드의 소재지가 되었으며, 이 길드는 직공, 점주, 상인을 모아 그들의 이익을 보호했다. 18세기에 동부 스위스의 린넨 산업이 쇠퇴하자 랑엔탈은 더욱 활기를 띠게 되었고, 베른은 감독을 강화하게 되었다. 1758년부터 베른 정부는 천의 품질을 검사하고, 판매를 허용한 사람을 통제하기 시작했다.
아마포 무역의 성공은 마을이 성장하는 데 도움이 되었다. 아르가우주 도로가 랑엔탈을 우회했지만, 1756년에는 총 189세대, 3개의 선술집, 다양한 관리 건물 및 창고(1748년)로 성장했다. 시장 거리는 1730년에 포장되었으며, 랑게테는 부분적으로 돌다리와 새 집으로 덮여 있었다. 1785년에는 양조장이 마을에 문을 열었다. 상인, 변호사, 의사, 약사로 구성된 소수의 엘리트가 등장하여 랑엔탈을 근대 초기에 자유주의와 민족주의 사상의 중심지로 만들었다. 랑엔탈은 1415년부터 구스위스 연방 내 베른의 속주였으며, 중앙 당국에 대한 봉기를 지원하는 경향이 있었다. 1653년 스위스 농민 전쟁 중 랑엔탈은 농민 봉기를 지원했을 뿐만 아니라 1798년 프랑스 침공과 자유주의 헬베티아 공화국을 지원했다. 현재 시의 문장은 노란색, 파란색으로 3개의 물결 모양 띠(또는 물결 모양의 Azure 3개)는 1870년경 이후로 사용되었다. 빨간색과 은색으로 초기 디자인을 대체 했지만, 유사한 디자인의 깃발을 사용하는 "노란색과 파란색은 삼중 개울"(Sie führen einen Fahnen ist gälb und blaw / In dreyfachen Bach darinnen)이라는 1700년경의 노래에 기록되어 있다.
랑엔탈은 베른에서 취리히까지의 도로(1760년 완공)와 스위스 연방 철도 노선(1857년 개통)에 위치하여 직물과 기계가 주도하는 산업 발전에 박차를 가했다. 1894년에 도시 상수도가 도입되었고, 1896년에 전기 설비가 가동되기 시작했다. 1898년에는 이전에 이웃했던 쇼렌 지자체가 랑엔탈에 통합되었다. 1764년 랑엔탈의 인구는 1,327명이었고, 1850년에는 2,738명, 1900년에는 4,799명으로 증가했다. 20세기에 랑엔탈은 도자기 제조로 유명해졌다. 랑엔탈의 인구는 1957년에 10,000명에 이르렀고 1970년에는 13,000명으로 추가 증가했다. 지자체는 1997년부터 공식적으로 자체를 도시(슈타트)라고 부르고 있다. 2001년에 랑엔탈은 이탈리아 남부의 네비아노, 발레강 상류의 브리크-글리스와 자매결연을 맺었다. 2010년 운터슈테크홀츠의 지자체가 랑엔탈에 통합되었다.

### 오버슈테크홀츠
오버슈테크홀츠는 1255년에 Stechcholz로 처음 언급되었다.
오버슈테크홀츠는 랑겐슈타인 남작의 재산이었다. 1194년에 그는 성 우르바누스 수도원을 설립하고 기부금의 일부로 이 마을을 수도원에 양도했다. 그것은 방엔의 베른 영지의 일부가 된 1406년까지 랑엔탈의 수도원 법원의 일부였다. 1798년 프랑스 침공 이후 헬베티아 공화국 아래 랑엔탈 지역의 일부가 되었다. 1803년 헬베티아 공화국이 붕괴된 후 아르방엔 지역의 일부가 되었다. 마을은 1831년에 독립된 지자체가 되었다. 1790년까지 그리고 1975년 이후 다시 오버슈테크홀츠 및 운터슈테크홀츠 단일 학군을 공유했다.

## 지리
합병 후 랑엔탈의 면적은 21.13k㎡이다. 이 면적 중 3.43k㎡ (23.8%)가 농업 목적으로 사용되는 반면 6k㎡ (41.6%)는 산림이다. 나머지 토지 중 4.96k㎡ (34.4%)가 정착(건물 또는 도로), 0.04k㎡ (0.3%)가 강 또는 호수이다.
건축면적 중 공업용 건물이 전체 면적의 5.1%, 주택과 건물이 17.8%, 교통 기반 시설이 8.0%를 차지했다. 공원, 녹지대, 운동장이 2.9%를 차지했다. 숲이 우거진 토지 중 전체 토지 면적의 40.5%는 숲이 우거져 있고 1.1%는 과수원이나 작은 나무 군락으로 덮여 있다. 농경지 중 16.6%는 작물 재배에 사용되고 6.2%는 목초지이다. 지자체의 모든 물은 흐르는 물이다.
운터슈테크홀츠의 면적은 2009년 현재 2.83k㎡이다. 이 면적 중 2.09k㎡ (73.9%)가 농업 목적으로 사용되는 반면 0.59k㎡ (20.8%)는 삼림으로 사용된다. 나머지 토지 중 0.16k㎡ (5.7%)가 정착(건물 또는 도로)되어 있다.
건축면적 중 주택과 건물이 2.1%, 교통기반시설이 3.2%를 차지했다. 전체 토지 면적의 17.7%는 삼림이 무성하고 3.2%는 과수원이나 작은 나무 군락으로 덮여 있다. 농경지 중 56.5%는 작물 재배에 사용되며 14.1%는 목초지이며 3.2%는 과수원이나 포도나무 작물에 사용된다.
지자체은 랑게텐탈(랑게텐 계곡)에서 가장 큰 정착지이며 1997 이후 도시로 간주되었다. 그것은 랑엔탈의 오래된 마을, 마을 핵심의 수많은 확장, 쇼렌 마을 및 2010년 이후 운터슈테크홀츠로 구성되어 있다.

## 인구통계

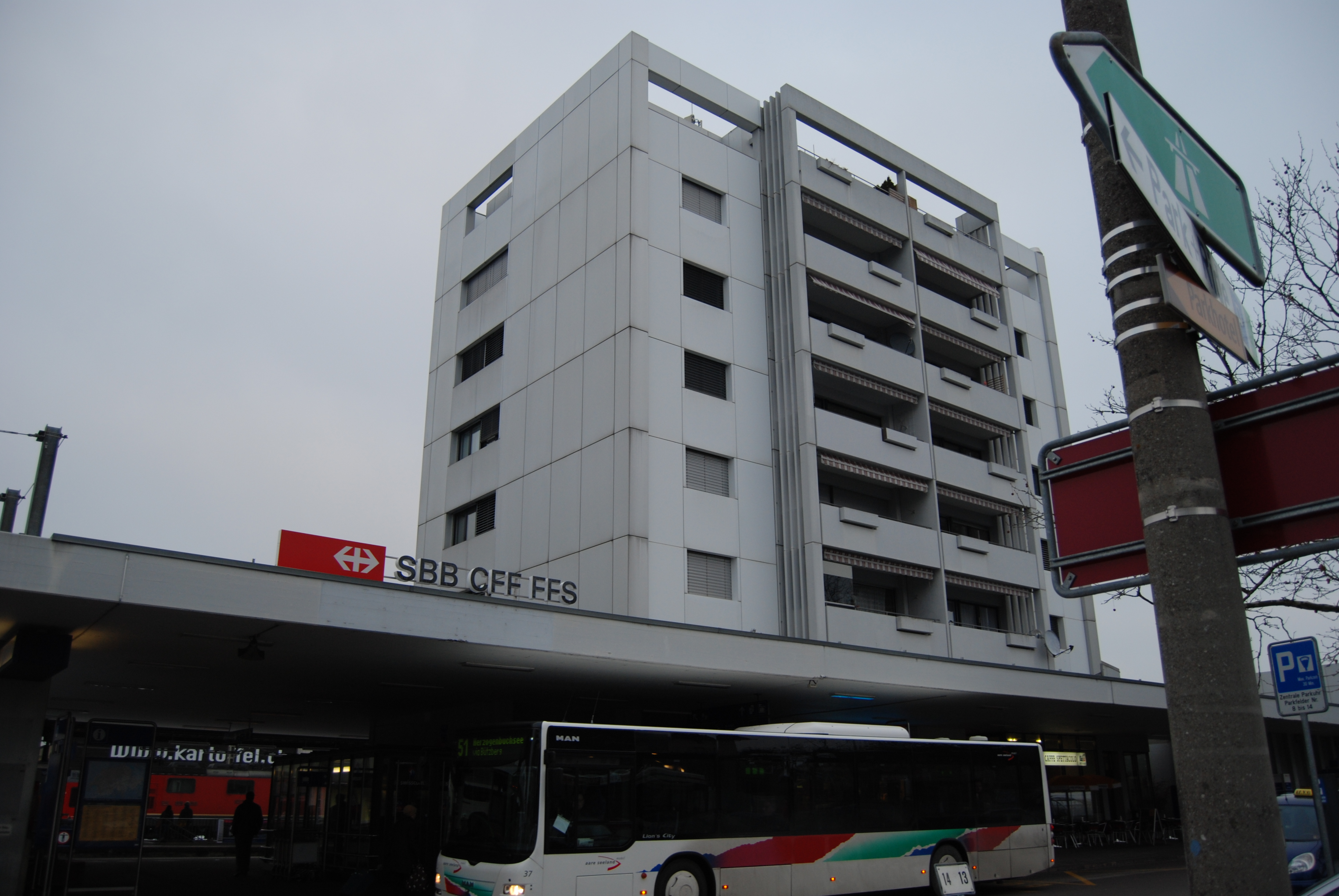
철도역과 고층 건물

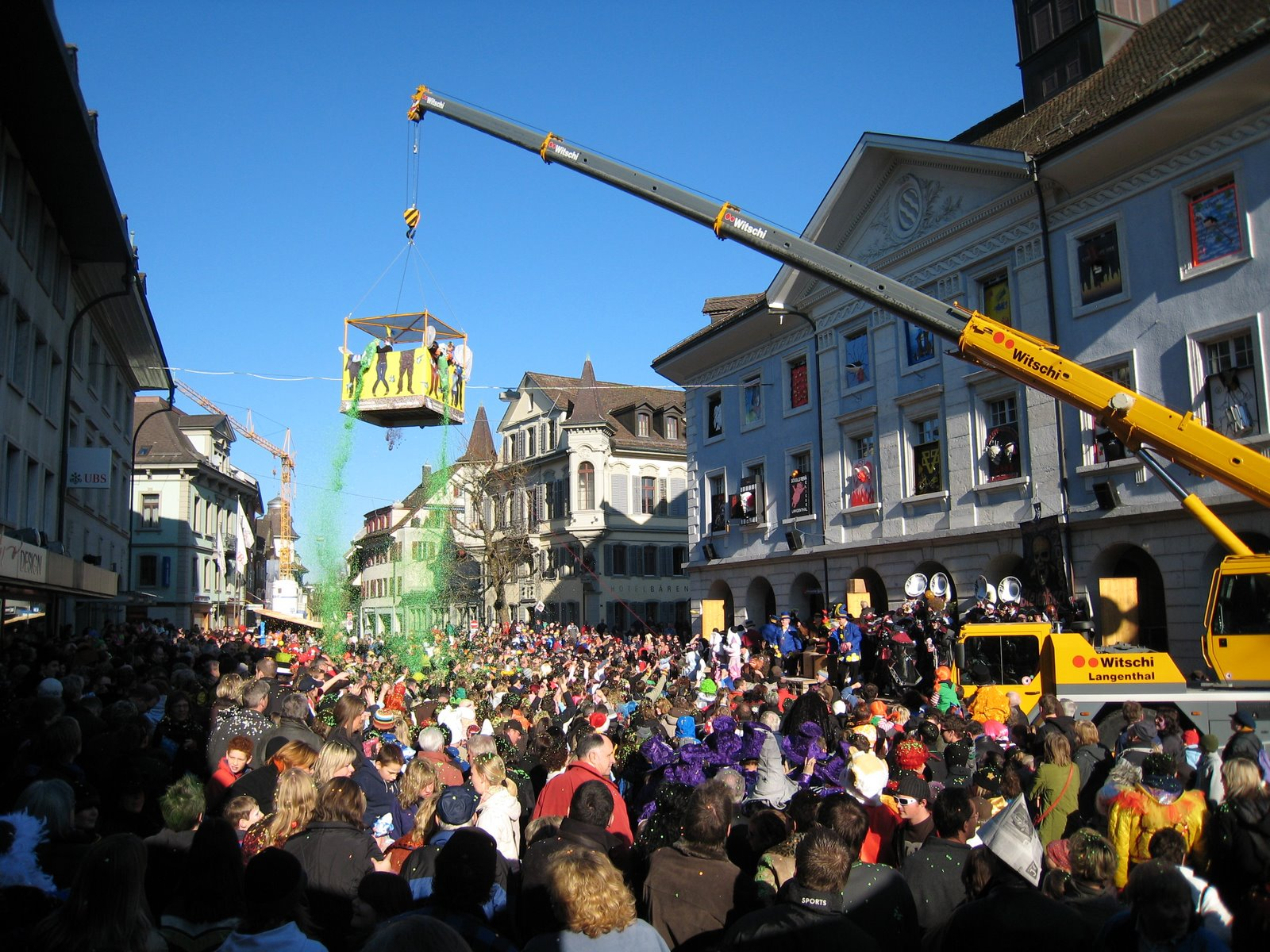
랑엔탈의 파스나흐트 경축행사

2020년 12월 기준, 랑엔탈의 인구는 15,544명이다. 2010년 기준으로 인구의 19.9%가 거주하는 외국인이다. 지난 10년(2000-2010년) 동안 인구는 5.3%의 비율로 변화했다. 이민은 8%, 출생 및 사망은 -0.7%를 차지했다.
2000년 기준, 인구 대부분인 11,994명(85.2%)이 독일어를 모국어로 사용하고, 이탈리아어가 484명(3.4%)으로 두 번째로 많이 사용하며, 세르비아-크로아티아어가 297명(2.1%)으로 세 번째로 사용된다. 108명이 프랑스어를 할 줄 알고, 5명은 로만슈어를 할 줄 아는 사람이 있었다.
2008년 기준으로 인구는 남성 48.6%, 여성 51.4%이다. 인구는 5,672명의 스위스 남성(인구의 38.0%)과 1,583명(10.6%)의 비스위스계 남성으로 구성되었다. 스위스 여성은 6,299명(42.2%), 비스위스계 여성은 1,384명(9.3%)이었다. 지자체의 인구 중 4,139명(약 29.4%)이 랑엔탈에서 태어나 2000년에 그곳에 살았다. 같은 주에서 태어난 4,236명(30.1%)가 있었고, 스위스 다른 곳에서 태어난 2,618 또는 18.6%가 있었다. 2,674명(19.0%)이 스위스 이외의 외국에서 태어났다.
2010년 기준으로 아동·청소년(0~19세)이 19.7%, 성인(20~64세)이 61.6%, 노인(64세 이상)이 18.7%를 차지한다.
2000년 기준으로 지자체에 미혼이거나, 독신인 사람은 5,805명이다. 기혼자는 6,633명, 미망인은 941명, 이혼한 사람은 699명이었다.
2000년 기준 1인 가구는 2,277가구, 5인 이상 가구는 365가구이다. 2000년에는 총 6,080가구(전체의 91.2%)가 영구 임대되었고, 327채(4.9%)는 계절적 임대, 261채(3.9%)는 공실이었다. 2010년 기준 신규주택 건설률은 인구 1,000명당 6.2세대이다. 2011년 지자체 공실률은 1.2%였다.
역사적 인구는 다음 차트에 나와 있다.

### 종교
2000년 인구 조사에 따르면 2,610명(18.5%)이 로마 가톨릭 신자이고, 8,338명(59.2%)이 스위스 개혁 교회에 속해 있다. 나머지 인구 중 281명(2.00%)은 정교회 교인, 14명(0.10%)은 크리스찬 가톨릭 교회, 919명(6.53%)은 다른 기독교 교회에 소속되어 있다. 847명(6.02%)은 이슬람교, 158명은 힌두교, 66명은 불교, 2명(0.01%)은 유대교 신자였다. 8명의 개인은 다른 비기독교 종교 단체에 충실했다. 794명(인구의 약 5.64%)이 비종교인이었고, 494명(인구의 약 3.51%)이 종교에 대한 진술을 거부했다.
지역 무슬림 공동체는 2009년에 그들의 ‘문화센터’를 위한 첨탑을 계획하는 과정에 있었다. 이것은 스위스에서 첨탑 금지 제안에 대한 성공적인 투표로 이어진 스위스의 첨탑 논쟁을 촉발시킨 사례 중 하나였다. 2009년 11월. 2012년 지방 법원은 첨탑 금지와 무관한 사유로 건설 계획에 대해 불합격 판결을 내렸다(순전히 건축법상의 기술적 근거). 얼마동안은 랑엔탈 미나렛이 새로운 미나렛 금지령이 법원에 제기되는 첫 번째 사례인 것처럼 보였고, 랑엔탈 무슬림 공동체는 언론에 스위스 연방대법원에 항소할 것이라고 발표했다. 유럽인권재판소에 추가로 필요한 슈트라스부르크에서 그러나 2012년에 이 문제를 삭제했다.

## 경제
랑엔탈은 지역적으로 중요한 경제 및 산업 중심지이며 암만 그룹(건설 차량), 모터렉스 부처(윤활유), KADI AG(식품), Ruckstuhl(섬유 바닥재), 란탈 텍스타일, 크레이션 바우만(섬유) 등의 기업이 있다.
2011년 기준, 랑엔탈의 실업률은 2.52%이다. 2008년 기준으로 지자체에 고용된 사람은 총 10,745명이다. 이 중 1차 경제 부문에 76명이 고용되었고, 이 부문에 약 21개 기업이 참여했다. 3,619명이 2차 부문에 고용되었고, 이 부문에 149개의 기업이 있었다. 7,050명이 3차 부문에 고용되었으며, 이 부문에는 658개의 기업이 있다.
2008년에는 총 9,065명의 정규직 직원이 있었다. 일자리. 1차 부문의 일자리 수는 32개였으며, 그중 28개는 농업, 4개는 임업 또는 목재 생산이었다. 2차 산업의 일자리 수는 3,398개로 이 중 제조업이 2,412개(71.0%), 건설업이 829개(24.4%)였다. 3차 부문의 일자리 수는 5,635개였다. 3차 부문에서; 2,119(37.6%) 도소매 또는 자동차 수리업, 317(317(5.6%) 상품 이동 및 보관), 259(4.6%) 호텔 또는 레스토랑, 152(152(2.7%) 정보 산업), 303 또는 5.4%가 보험 또는 금융 산업, 453 또는 8.0%가 기술 전문가 또는 과학자, 317 또는 5.6%가 교육, 1,170 또는 20.8%가 의료 분야였다.
2000년 기준 지자체로 통근하는 근로자는 6,627명, 출퇴근자는 3,101명이었다. 지자체는 근로자의 순수입 지자체이며, 1명이 전출할 때마다 약 2.1명의 근로자가 지자체에 전입된다. 근로 인구의 16.5%가 대중교통을 이용하여 출퇴근하고 43.5%가 자가용을 이용하였다.

## 교육
랑엔탈에서는 인구의 약 5,541명(39.4%)이 비필수 고등교육을 이수했으며, 1,733명(12.3%)이 추가 고등교육(대학 또는 응용학문대학)을 마쳤다. 고등 교육을 마친 1,733명 중 66.2%가 스위스 남성, 22.0%가 스위스 여성, 7.4%가 비스위스계 남성, 4.4%가 비스위스계 여성이었다.
베른주의 학교 시스템은 1년의 의무 없는 유치원, 6년의 초등학교를 제공한다. 이후 3년 동안의 의무적 중학교 과정을 거쳐 학생들을 능력과 적성에 따라 구분한다. 중학교 이하 학생들은 추가 교육을 받거나 견습 과정에 들어갈 수 있다.
2009-2010학년도 동안 총 1,917명의 학생이 랑엔탈의 수업에 참석했다. 12개의 유치원 수업이 있었고 지자체에는 총 241명의 학생이 있었다. 유치원생 중 26.6%는 스위스의 영주권 또는 임시 거주자(시민권 아님)였으며 39.8%는 교실 언어와 다른 모국어를 사용한다. 지자체에는 44개의 초등 학급과 789명의 학생이 있었다. 초등학생 중 28.6%는 스위스의 영주권 또는 임시 거주자(시민권 아님)였으며, 39.9%는 교실 언어와 다른 모국어를 사용한다. 같은 해에 총 654명의 학생이 있는 38개의 중학교가 있었다. 스위스의 영주권자 또는 임시 거주자(시민이 아님)가 19.1%이고 25.8%가 교실 언어와 다른 모국어를 사용한다.
2000년 기준으로 랑엔탈에는 1,031명의 다른 지자체에서 온 학생이 있었고 172명의 주민들은 지자체 외부의 학교에 다녔다.
랑엔탈은 지방도서관 랑엔탈 도서관이 있는 곳이다. 2008년 기준으로 도서관은 35,496권의 책 또는 기타 매체를 보유하고 있으며 같은 해에 267,662권을 대출했다. 그해에는 주당 평균 35시간씩 총 304일을 열었다.

## 국가중요문화재
오래된 카우프하우스(Kaufhaus, 시장 건물), 오래된 방앗간, 운트하르트의 고고학 유적지는 국가적으로 중요한 스위스 문화 유산으로 등록되어 있다. 랑겐탈의 오래된 마을과 클리로트의 작은 마을 은 스위스 유산 목록의 일부이다.

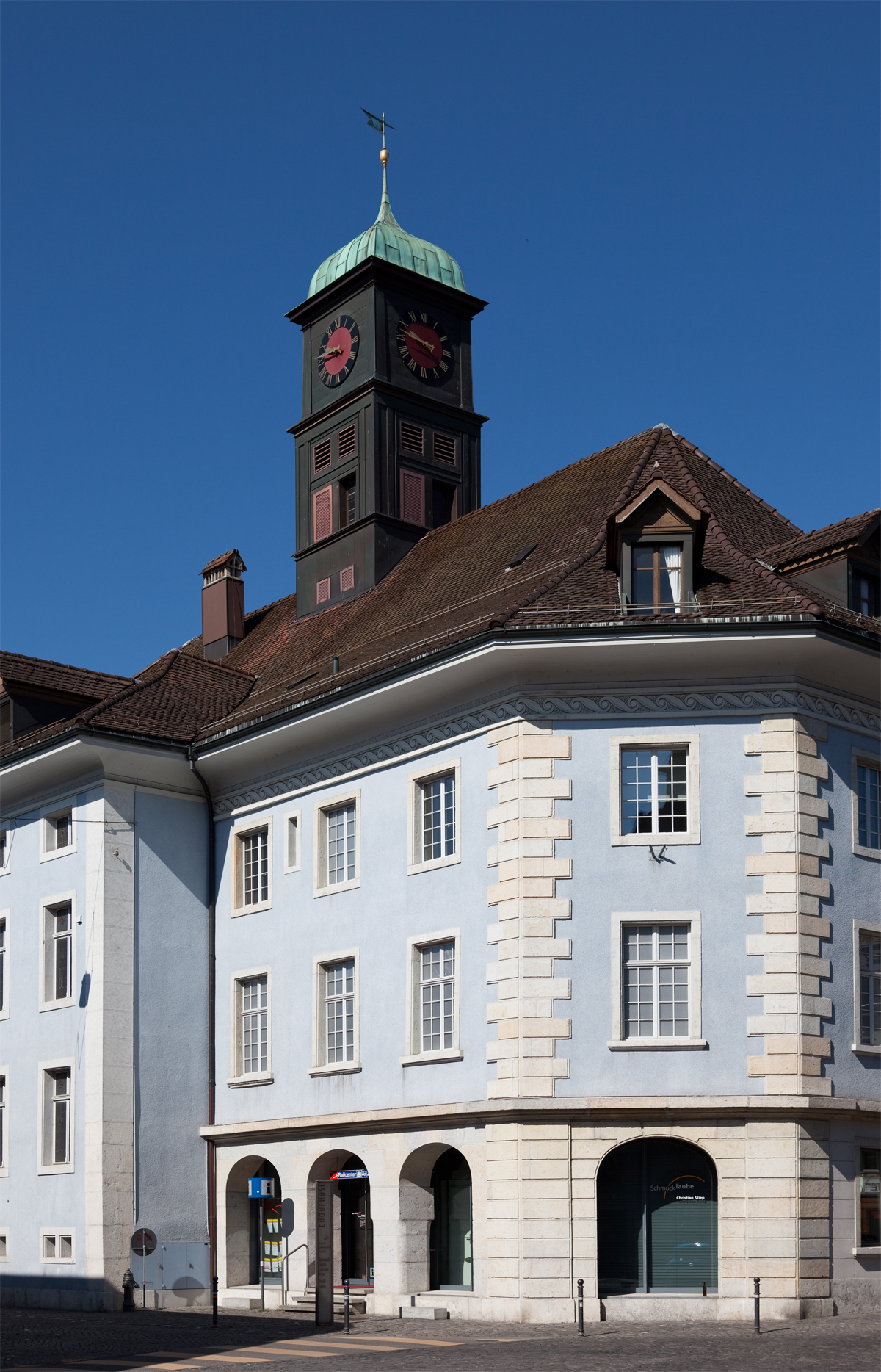
카우프하우스
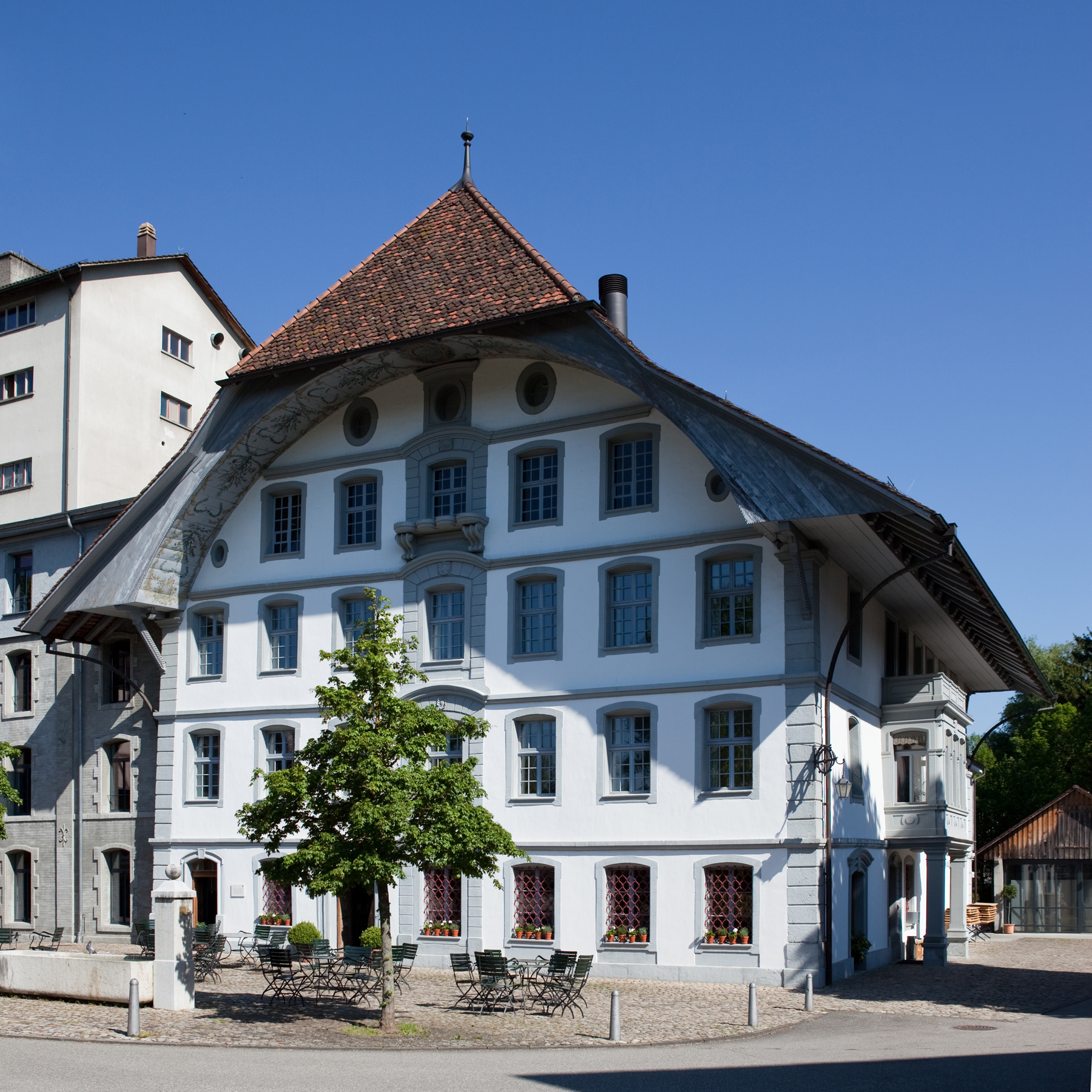
오래된 방앗간

## 교통
지자체에는 4개의 기차역이 있다.
- 랑엔탈역
- 랑엔탈 쥐트역
- 랑엔탈 가스베르크
- 랑엔탈 인두슈트리 노르드

이들 중 첫 번째는 취리히 중앙역, 베른, 졸로투른, 바덴, 루체른, 올텐까지 정기적으로 운행하는 주요 인터체인지이다. 랑엔탈 쥐드는 루체른으로 가는 길에 랑엔탈 남쪽에 있다. 후자의 두 곳은 아레 젤란트 모빌에서 운영하는 다양한 노선의 협궤 역이다.